# تمثال بوذا الكبير
تمثال بوذا الكبير هو تمثال برونزي ضخم لبوذا أموغاسيدهي، انتهى العمل على إنشائه في عام 1993. يقع في نغونغ بينغ في جزيرة لانتاو بهونغ كونغ. يعد التمثال معلمًا سياحيًّا مهمًّا في هونغ كونغ.